# Liste der Baudenkmale in Isernhagen
In der Liste der Baudenkmale in Isernhagen sind alle Baudenkmale der niedersächsischen Gemeinde Isernhagen aufgelistet. Die Quelle der Baudenkmale ist der Denkmalatlas Niedersachsen. Der Stand der Liste ist der 1. Dezember 2021.

## Allgemein
In den Spalten befinden sich folgende Informationen:
- Lage: die Adresse des Baudenkmales und die geographischen Koordinaten. Kartenansicht, um Koordinaten zu setzen. In der Kartenansicht sind Baudenkmale ohne Koordinaten mit einem roten Marker dargestellt und können in der Karte gesetzt werden. Baudenkmale ohne Bild sind mit einem blauen Marker gekennzeichnet, Baudenkmale mit Bild mit einem grünen Marker.
- Bezeichnung: Bezeichnung des Baudenkmales
- Beschreibung: die Beschreibung des Baudenkmales. Unter § 3 Abs. 2 NDSchG werden Einzeldenkmale und unter § 3 Abs. 3 NDSchG Gruppen baulicher Anlagen und deren Bestandteile ausgewiesen.
- ID: die Objekt-ID des Baudenkmales
- Bild: ein Bild des Baudenkmales, ggf. zusätzlich mit einem Link zu weiteren Fotos des Baudenkmals im Medienarchiv Wikimedia Commons. Wenn man auf das Kamerasymbol klickt, können Fotos zu Baudenkmalen aus dieser Liste hochgeladen werden:

## Altwarmbüchen

### Einzelbaudenkmale
| Lage                                                 | Bezeichnung       | Beschreibung                                                        | ID       | Bild |
| ---------------------------------------------------- | ----------------- | ------------------------------------------------------------------- | -------- | ---- |
| Am Walde 52° 26′ 6″ N, 9° 52′ 20″ O                  | Meilenstein       | Der Meilenstein gibt die Entfernung bis Hannover mit 1,5 Meilen an. | 31142334 |      |
| Hannoversche Straße 23 52° 26′ 3″ N, 9° 51′ 54″ O    | Kapelle           |                                                                     | 31142353 |      |
| Hannoversche Straße 28 52° 26′ 8″ N, 9° 52′ 2″ O     | Speicher          |                                                                     | 31142370 |      |
| Vor der Friedhofskapelle 52° 25′ 58″ N, 9° 51′ 11″ O | Gefallenendenkmal | Gestufte Pyramide aus Granit                                        | 31146081 |      |

## Isernhagen

### Gruppe: Haghof
Die Gruppe „Haghof“ hat die ID 31076879. Der Haghof wurde nach einem Entwurf aus dem Jahre 1909 von Ferdinand Eichwede erbaut. Als Vorbild für das Haus fungierten englische Landhäuser. Im Jahre 1929 kaufte der Fabrikant Fritz Beindorff junior (Pelikan) das Haus.

| Lage                                         | Bezeichnung        | Beschreibung | ID       | Bild |
| -------------------------------------------- | ------------------ | --- | -------- | ---- |
| Haghof 1 52° 28′ 8″ N, 9° 49′ 52″ O          | Landhaus           | Das Landhaus des Haghofs wurde in den Jahren 1909 und 1910 errichtet. | 31143368 |      |
| Haghof 1 52° 28′ 12″ N, 9° 49′ 50″ O         | Grünanlagen        | | 31143406 | BW   |
| Haghof 9 52° 28′ 5″ N, 9° 49′ 50″ O          | Wohnhaus           | Das Wohnhaus wurde 1909 bis 1910 nach Plänen von Ferdinand Eichwede erbaut. Es ist ein Bau aus Klinker mit einem Giebelmansarddach. Auf der Rückseite befindet sich ein Außenkamin. Das ehemalige Gärtnerhaus schloss westlich der Gärtnerei an. | 37481442 | BW   |
| Haghof 1 52° 28′ 14″ N, 9° 49′ 49″ O         | Teich              | | 31143425 | BW   |
| Dorfstraße 19 52° 28′ 2″ N, 9° 49′ 51″ O     | Einfriedung        | | 31145826 |      |
| Haghof 8 52° 28′ 3″ N, 9° 49′ 54″ O          | Wohnhaus           | Haghof - Tor- und ehemaliges Gärtnerhaus I | 37480203 |      |
| Haghof 1 52° 28′ 4″ N, 9° 49′ 55″ O          | Wirtschaftsgebäude | | 37480604 | BW   |
| Pestalozziweg 6 52° 28′ 5″ N, 9° 49′ 57″ O   | Nebengebäude       | Haghof - Nebengebäude des ehemaligen Wirtschaftshofs | 37481217 | BW   |
| Pestalozziweg 3/5 52° 28′ 4″ N, 9° 49′ 57″ O | Wohnhaus           | | 37481237 | BW   |

### Gruppe: Kirchviertel Isernhagen
Die Gruppe „Kirchviertel Isernhagen“ hat die ID 31076868.

| Lage                                              | Bezeichnung | Beschreibung | ID       | Bild           |
| ------------------------------------------------- | ----------- | --- | -------- | -------------- |
| An der Marienkirche 52° 27′ 38″ N, 9° 48′ 59″ O   | Kirche      | Die evangelische St.-Marien-Kirche Isernhagen ist ein spätgotischer Bau aus der Zeit um 1450. Der Turm ist etwa 50 Jahre jünger, ebenso der nördliche Anbau. Im Jahre 1662 wurde dieser Anbau, die ehemalige Sakristei, aufgestockt und zum Chorraum geöffnet. Es ist ein Langbau mit eingezogenem rechteckigen Chor. Das Innere bedeckt eine Segmentbogentonne. aus dem Jahr 1819. Die Wandmalereien stammen aus dem 15. Jahrhundert. Auf dem Altar befindet sich ein Kruzifix. Das Taufbecken wurde 1664 erstellt. | 31143201 | Weitere Bilder |
| An der Marienkirche 52° 27′ 38″ N, 9° 48′ 57″ O   | Kirchhof    | | 31143241 |                |
| Dorfstraße 73B+C 52° 27′ 36″ N, 9° 48′ 55″ O      | Scheune     | | 31143825 |                |
| Dorfstraße 73 52° 27′ 37″ N, 9° 48′ 57″ O         | Wohnhaus    | | 31143807 |                |
| An der Marienkirche 1 52° 27′ 36″ N, 9° 48′ 59″ O | Schule      | | 31143259 |                |
| An der Marienkirche 2 52° 27′ 37″ N, 9° 48′ 59″ O | Pfarrhaus   | | 31143277 |                |
| An der Marienkirche 3 52° 27′ 37″ N, 9° 49′ 0″ O  | Wohnhaus    | | 31143297 |                |

### Gruppe: Hofanlage Branderiede 1
Die Gruppe „Hofanlage Branderiede 1“ hat die ID 31076847.

| Lage                                     | Bezeichnung              | Beschreibung | ID       | Bild |
| ---------------------------------------- | ------------------------ | ------------ | -------- | ---- |
| Branderiede 1 52° 28′ 50″ N, 9° 48′ 3″ O | Wohn-/Wirtschaftsgebäude |              | 31142654 |      |
| Branderiede 2 52° 28′ 51″ N, 9° 48′ 4″ O | Stallscheune             |              | 31142693 |      |
| Branderiede 1 52° 28′ 50″ N, 9° 48′ 4″ O | Scheune                  |              | 31142675 | BW   |

### Gruppe: Alter Reithof 4
Die Gruppe „Alter Reithof 4“ hat die ID 31079160.

| Lage                                        | Bezeichnung              | Beschreibung | ID       | Bild |
| ------------------------------------------- | ------------------------ | ------------ | -------- | ---- |
| 52° 27′ 35″ N, 9° 47′ 28″ O                 | Wohn-/Wirtschaftsgebäude |              | 31143158 |      |
| Alter Reithof 4 52° 27′ 35″ N, 9° 47′ 27″ O | Backhaus                 |              | 31146103 | BW   |

### Gruppe: Hofanlagen Burgwedeler Straße 45/55
Die Gruppe „Hofanlagen Burgwedeler Straße 45/55“ hat die ID 31076858.

| Lage                                              | Bezeichnung              | Beschreibung                 | ID       | Bild |
| ------------------------------------------------- | ------------------------ | ---------------------------- | -------- | ---- |
| Burgwedeler Straße 45 52° 27′ 48″ N, 9° 47′ 15″ O | Altenteil                |                              | 31142798 |      |
| Burgwedeler Straße 47 52° 27′ 49″ N, 9° 47′ 15″ O | Wohn-/Wirtschaftsgebäude |                              | 31142816 |      |
| Burgwedeler Straße 51 52° 27′ 51″ N, 9° 47′ 16″ O | Wohn-/Wirtschaftsgebäude |                              | 31142836 |      |
| Burgwedeler Straße 53 52° 27′ 51″ N, 9° 47′ 17″ O | Scheune                  | Doppellängsdurchfahrtscheune | 31142856 |      |
| Burgwedeler Straße 55 52° 27′ 52″ N, 9° 47′ 15″ O | Wohn-/Wirtschaftsgebäude |                              | 31142876 |      |

### Gruppe: Hofanlage Hauptstraße 38
Die Gruppe „Hofanlage Hauptstraße 38“ hat die ID 31076816.

| Lage                                           | Bezeichnung              | Beschreibung | ID       | Bild |
| ---------------------------------------------- | ------------------------ | ------------ | -------- | ---- |
| Hauptstraße 38/38A 52° 28′ 15″ N, 9° 50′ 26″ O | Wohn-/Wirtschaftsgebäude |              | 31142455 |      |
| Hauptstraße 38B 52° 28′ 14″ N, 9° 50′ 26″ O    | Stallscheune             |              | 31142515 |      |
| Hauptstraße 38 52° 28′ 15″ N, 9° 50′ 28″ O     | Stallscheune             |              | 31142475 |      |
| Hauptstraße 38 52° 28′ 15″ N, 9° 50′ 25″ O     | Stall                    |              | 31142495 |      |

### Gruppe: Hofstelle Hauptstraße 56
Die Gruppe „Hofstelle Hauptstraße 56“ hat die ID 43771177.

| Lage                                        | Bezeichnung              | Beschreibung | ID       | Bild |
| ------------------------------------------- | ------------------------ | ------------ | -------- | ---- |
| Hauptstraße 56 52° 28′ 19″ N, 9° 50′ 40″ O  | Wohn-/Wirtschaftsgebäude |              | 31142603 |      |
| Hauptstraße 56a 52° 28′ 19″ N, 9° 50′ 41″ O | Scheune                  |              | 31142620 |      |

### Gruppe: Isernhagenhof
Die Gruppe „Isernhagenhof“ hat die ID 31076836.

| Lage                                       | Bezeichnung        | Beschreibung | ID       | Bild |
| ------------------------------------------ | ------------------ | ------------ | -------- | ---- |
| Hauptstraße 68 52° 28′ 21″ N, 9° 50′ 51″ O | Wohnhaus           |              | 31142100 |      |
| Hauptstraße 68 52° 28′ 21″ N, 9° 50′ 53″ O | Wirtschaftsgebäude |              | 31142137 |      |

### Gruppe: Hofanlage Hauptstraße 74
Die Gruppe „Hofanlage Hauptstraße 74“ hat die ID 31079121.

| Lage                                       | Bezeichnung              | Beschreibung | ID       | Bild |
| ------------------------------------------ | ------------------------ | ------------ | -------- | ---- |
| Hauptstraße 74 52° 28′ 22″ N, 9° 50′ 59″ O | Wohn-/Wirtschaftsgebäude |              | 31142172 |      |
| Hauptstraße 74 52° 28′ 21″ N, 9° 50′ 58″ O | Scheune                  |              | 31142192 |      |
| Hauptstraße 74 52° 28′ 23″ N, 9° 50′ 58″ O | Backhaus                 |              | 31142212 |      |

### Gruppe: Gehöft Rabenburg
Die Gruppe „Gehöft Rabenburg“ hat die ID 31076826.

| Lage                                       | Bezeichnung        | Beschreibung                 | ID       | Bild |
| ------------------------------------------ | ------------------ | ---------------------------- | -------- | ---- |
| Hauptstraße 98 52° 28′ 25″ N, 9° 51′ 19″ O | Wohnhaus           | Rabenburg - Wohnhaus         | 31142315 |      |
| Hauptstraße 98 52° 28′ 26″ N, 9° 51′ 20″ O | Wirtschaftsgebäude | Rabenburg - Wirtschaftstrakt | 31146316 |      |

### Gruppe: Hofanlage Dorfstraße 66
Die Gruppe „Hofanlage Dorfstraße 66“ hat die ID 31079078.

| Lage                                     | Bezeichnung              | Beschreibung | ID       | Bild |
| ---------------------------------------- | ------------------------ | ------------ | -------- | ---- |
| Dorfstraße 66 52° 27′ 40″ N, 9° 49′ 3″ O | Wohn-/Wirtschaftsgebäude |              | 31143735 |      |
| Dorfstraße 66 52° 27′ 41″ N, 9° 49′ 3″ O | Speicher                 |              | 31143755 | BW   |

### Gruppe: Hofanlage Dorfstraße 77
Die Gruppe „Hofanlage Dorfstraße 77“ hat die ID 38591116.

| Lage                                      | Bezeichnung              | Beschreibung | ID       | Bild |
| ----------------------------------------- | ------------------------ | ------------ | -------- | ---- |
| Dorfstraße 77 52° 27′ 36″ N, 9° 48′ 51″ O | Wohn-/Wirtschaftsgebäude |              | 31143877 |      |
| Dorfstraße 77 52° 27′ 36″ N, 9° 48′ 51″ O | Brunnen                  |              | 31143894 | BW   |
| Dorfstraße 77 52° 27′ 35″ N, 9° 48′ 51″ O | Remise                   |              | 38591129 |      |

### Gruppe: Hofanlage Dorfstraße 91
Die Gruppe „Hofanlage Dorfstraße 91“ hat die ID 31076890.

| Lage                                      | Bezeichnung              | Beschreibung | ID       | Bild |
| ----------------------------------------- | ------------------------ | ------------ | -------- | ---- |
| Dorfstraße 91 52° 27′ 31″ N, 9° 48′ 42″ O | Wohn-/Wirtschaftsgebäude |              | 31144104 |      |
| Dorfstraße 91 52° 27′ 31″ N, 9° 48′ 42″ O | Stallanbau               |              | 31144122 |      |
| Dorfstraße 91 52° 27′ 29″ N, 9° 48′ 42″ O | Brunnen                  |              | 31144084 | BW   |
| Dorfstraße 91 52° 27′ 29″ N, 9° 48′ 42″ O | Speicher                 |              | 31144064 |      |

### Gruppe: Wöhler-Dusche-Hof
Die Gruppe „Wöhler-Dusche-Hof“ hat die ID 31076901.

| Lage                                       | Bezeichnung              | Beschreibung             | ID       | Bild |
| ------------------------------------------ | ------------------------ | ------------------------ | -------- | ---- |
| Am Ortfelde 40 52° 27′ 18″ N, 9° 47′ 47″ O | Scheune                  | Museumshof Wöhler-Dusche | 31145960 |      |
| Am Ortfelde 42 52° 27′ 18″ N, 9° 47′ 49″ O | Scheune                  | Querdurchfahrtscheune    | 31144466 |      |
| Am Ortfelde 44 52° 27′ 18″ N, 9° 47′ 50″ O | Wirtschaftsgebäude       |                          | 31144550 |      |
| Am Ortfelde 46 52° 27′ 18″ N, 9° 47′ 51″ O | Wirtschaftsgebäude       |                          | 31144491 |      |
| Am Ortfelde 40 52° 27′ 17″ N, 9° 47′ 48″ O | Wohn-/Wirtschaftsgebäude |                          | 31144425 |      |
| Am Ortfelde 44 52° 27′ 17″ N, 9° 47′ 51″ O | Wohnhaus                 | Rahlfs-Hof - Wohnhaus    | 31144509 |      |
| Am Ortfelde 44 52° 27′ 16″ N, 9° 47′ 50″ O | Backhaus                 |                          | 31144446 |      |
| Am Ortfelde 44 52° 27′ 16″ N, 9° 47′ 49″ O | Backhaus                 |                          | 31144530 |      |

### Gruppe: Hofanlage Am Ortfelde 86/92
Die Gruppe „Hofanlage Am Ortfelde 86/92“ hat die ID 31076922.

| Lage                                       | Bezeichnung              | Beschreibung | ID       | Bild |
| ------------------------------------------ | ------------------------ | ------------ | -------- | ---- |
| Am Ortfelde 86 52° 27′ 23″ N, 9° 48′ 16″ O | Wohn-/Wirtschaftsgebäude |              | 31144711 |      |
| Am Ortfelde 88 52° 27′ 24″ N, 9° 48′ 15″ O | Scheune                  |              | 31144776 |      |
| Am Ortfelde 92 52° 27′ 24″ N, 9° 48′ 17″ O | Wohnhaus                 |              | 31144817 | BW   |
| Am Ortfelde 90 52° 27′ 24″ N, 9° 48′ 16″ O | Stall                    |              | 31144736 | BW   |
| Am Ortfelde 86 52° 27′ 24″ N, 9° 48′ 16″ O | Brunnen                  |              | 31144756 | BW   |

### Gruppe: Hofanlage Am Ortfelde 100/102
Die Gruppe „Hofanlage Am Ortfelde 100/102“ hat die ID 31076933.

| Lage                                        | Bezeichnung              | Beschreibung | ID       | Bild |
| ------------------------------------------- | ------------------------ | ------------ | -------- | ---- |
| Am Ortfelde 100 52° 27′ 26″ N, 9° 48′ 25″ O | Wohnhaus                 |              | 31144908 | BW   |
| Am Ortfelde 102 52° 27′ 25″ N, 9° 48′ 26″ O | Wohn-/Wirtschaftsgebäude |              | 31144984 |      |
| Am Ortfelde 102 52° 27′ 27″ N, 9° 48′ 26″ O | Scheune                  |              | 31145004 |      |
| Am Ortfelde 102 52° 27′ 25″ N, 9° 48′ 27″ O | Scheune                  |              | 31145024 | BW   |

### Gruppe: Hofanlage Am Ortfelde 101
Die Gruppe „Hofanlage Am Ortfelde 101“ hat die ID 31076943.

| Lage                                        | Bezeichnung              | Beschreibung | ID       | Bild |
| ------------------------------------------- | ------------------------ | ------------ | -------- | ---- |
| Am Ortfelde 101 52° 27′ 29″ N, 9° 48′ 32″ O | Wohn-/Wirtschaftsgebäude |              | 31144928 |      |
| Am Ortfelde 101 52° 27′ 29″ N, 9° 48′ 33″ O | Scheune                  |              | 31144966 |      |
| Am Ortfelde 101 52° 27′ 28″ N, 9° 48′ 32″ O | Einfriedung              |              | 31145766 |      |
| Am Ortfelde 101 52° 27′ 30″ N, 9° 48′ 31″ O | Speicher                 |              | 31144946 | BW   |

### Gruppe: Hofanlagen Am Ortfelde 111–122
Die Gruppe „Hofanlagen Am Ortfelde 111 - 122“ hat die ID 31076953.

| Lage                                        | Bezeichnung              | Beschreibung | ID       | Bild |
| ------------------------------------------- | ------------------------ | ------------ | -------- | ---- |
| Am Kirchbusch 1 52° 27′ 31″ N, 9° 48′ 38″ O | Wohn-/Wirtschaftsgebäude |              | 31145246 |      |
| Am Ortfelde 111 52° 27′ 31″ N, 9° 48′ 39″ O | Wohn-/Wirtschaftsgebäude |              | 31145044 |      |
| Am Ortfelde 113 52° 27′ 32″ N, 9° 48′ 40″ O | Wohn-/Wirtschaftsgebäude |              | 31145063 | BW   |
| Am Ortfelde 118 52° 27′ 29″ N, 9° 48′ 37″ O | Wohnhaus                 |              | 31145102 |      |
| Am Ortfelde 118 52° 27′ 29″ N, 9° 48′ 38″ O | Schmiede                 |              | 31145120 |      |
| Am Ortfelde 120 52° 27′ 29″ N, 9° 48′ 38″ O | Speicher                 |              | 31145140 |      |
| Am Ortfelde 122 52° 27′ 29″ N, 9° 48′ 39″ O | Wohn-/Wirtschaftsgebäude |              | 31145159 |      |
| Am Ortfelde 122 52° 27′ 28″ N, 9° 48′ 40″ O | Speicher                 |              | 31145178 |      |

### Einzelbaudenkmale
| Lage                                               | Bezeichnung              | Beschreibung | ID       | Bild |
| -------------------------------------------------- | ------------------------ | --- | -------- | ---- |
| Hauptstraße 4 52° 28′ 7″ N, 9° 50′ 0″ O            | Altenteil                | | 31142438 |      |
| Hauptstraße 16/16A 52° 28′ 9″ N, 9° 50′ 9″ O       | Wohn-/Wirtschaftsgebäude | | 31141898 |      |
| Hauptstraße 16 52° 28′ 8″ N, 9° 50′ 8″ O           | Speicher                 | | 31141847 |      |
| Hauptstraße 16 52° 28′ 8″ N, 9° 50′ 9″ O           | Stall                    | | 31141864 |      |
| Hauptstraße 16 52° 28′ 10″ N, 9° 50′ 6″ O          | Backhaus                 | | 31141881 |      |
| Hauptstraße 20 52° 28′ 11″ N, 9° 50′ 11″ O         | Backhaus                 | | 31141915 |      |
| Hauptstraße 27 52° 28′ 8″ N, 9° 50′ 13″ O          | Wohn-/Wirtschaftsgebäude | | 31141932 |      |
| Hauptstraße 28 52° 28′ 12″ N, 9° 50′ 19″ O         | Wohn-/Wirtschaftsgebäude | | 31141949 |      |
| Hauptstraße 30 52° 28′ 13″ N, 9° 50′ 20″ O         | Wohn-/Wirtschaftsgebäude | | 31141985 |      |
| Hauptstraße 30 52° 28′ 14″ N, 9° 50′ 20″ O         | Speicher                 | | 31142002 | BW   |
| Hauptstraße 32 52° 28′ 13″ N, 9° 50′ 22″ O         | Wohn-/Wirtschaftsgebäude | | 31142024 |      |
| Hauptstraße 44 52° 28′ 17″ N, 9° 50′ 32″ O         | Speicher                 | | 31142535 |      |
| Hauptstraße 44 52° 28′ 19″ N, 9° 50′ 33″ O         | Backhaus                 | | 31143111 | BW   |
| Hauptstraße 52 52° 28′ 18″ N, 9° 50′ 36″ O         | Wohn-/Wirtschaftsgebäude | | 31142552 |      |
| Hauptstraße 54 52° 28′ 18″ N, 9° 50′ 39″ O         | Wohn-/Wirtschaftsgebäude | | 31142569 |      |
| Hauptstraße 54 52° 28′ 19″ N, 9° 50′ 38″ O         | Scheune                  | | 31142586 |      |
| Hauptstraße 56A 52° 28′ 21″ N, 9° 50′ 39″ O        | Speicher                 | | 31142048 |      |
| Hauptstraße 66 52° 28′ 20″ N, 9° 50′ 48″ O         | Wohnhaus                 | | 31142065 |      |
| Hauptstraße 66 52° 28′ 20″ N, 9° 50′ 50″ O         | Stallscheune             | | 31142083 |      |
| Hauptstraße 72 52° 28′ 22″ N, 9° 50′ 56″ O         | Wohn-/Wirtschaftsgebäude | | 31142155 |      |
| Hauptstraße 80 52° 28′ 23″ N, 9° 51′ 1″ O          | Scheune                  | Längsdurchfahrtscheune | 31142247 |      |
| Hauptstraße 82 52° 28′ 22″ N, 9° 51′ 4″ O          | Wohn-/Wirtschaftsgebäude | | 31142264 |      |
| Hauptstraße 90 52° 28′ 23″ N, 9° 51′ 12″ O         | Wohn-/Wirtschaftsgebäude | | 31142281 |      |
| Hauptstraße 90 52° 28′ 24″ N, 9° 51′ 12″ O         | Backhaus                 | | 31142298 |      |
| Tiefe Trift 4 52° 28′ 18″ N, 9° 50′ 29″ O          | Forsthaus                | | 31142637 |      |
| Branderiede 3 52° 28′ 53″ N, 9° 48′ 5″ O           | Wohnhaus                 | | 31142713 |      |
| Branderiede 4 52° 28′ 55″ N, 9° 48′ 3″ O           | Wohnhaus                 | | 31142730 |      |
| Burgwedeler Straße 43 52° 27′ 46″ N, 9° 47′ 16″ O  | Wohn-/Wirtschaftsgebäude | | 31142764 |      |
| Burgwedeler Straße 43 52° 27′ 45″ N, 9° 47′ 18″ O  | Stallscheune             | | 31142781 | BW   |
| Burgwedeler Straße 77 52° 28′ 3″ N, 9° 47′ 18″ O   | Backhaus                 | | 31142896 |      |
| Burgwedeler Straße 91 52° 28′ 12″ N, 9° 47′ 27″ O  | Backhaus                 | | 31142913 |      |
| Burgwedeler Straße 94 52° 28′ 18″ N, 9° 47′ 34″ O  | Schule                   | | 31142930 |      |
| Burgwedeler Straße 97 52° 28′ 17″ N, 9° 47′ 25″ O  | Speicher                 | | 31142947 | BW   |
| Burgwedeler Straße 107 52° 28′ 19″ N, 9° 47′ 32″ O | Backhaus                 | | 31142964 |      |
| Burgwedeler Straße 107 52° 28′ 19″ N, 9° 47′ 32″ O | Brunnen                  | | 31143091 | BW   |
| Burgwedeler Straße 141 52° 28′ 33″ N, 9° 47′ 40″ O | Allee                    | | 31145745 | BW   |
| Burgwedeler Straße 166 52° 28′ 49″ N, 9° 48′ 8″ O  | Wohn-/Wirtschaftsgebäude | Trompeterhaus | 31143040 |      |
| Burgwedeler Straße 215 52° 28′ 58″ N, 9° 48′ 23″ O | Wohn-/Wirtschaftsgebäude | | 31143057 |      |
| Riethof 1 52° 27′ 34″ N, 9° 47′ 29″ O              | Wohnhaus                 | | 31143141 |      |
| Asphalweg 2 52° 27′ 36″ N, 9° 49′ 5″ O             | Backhaus                 | | 31143317 |      |
| Asphalweg 2 52° 27′ 36″ N, 9° 49′ 5″ O             | Speicher                 | | 31143334 |      |
| Dorfstraße 1 52° 28′ 3″ N, 9° 49′ 59″ O            | Wohn-/Wirtschaftsgebäude | | 31143351 |      |
| Dorfstraße 16a 52° 27′ 57″ N, 9° 49′ 38″ O         | Speicher                 | | 31143460 |      |
| Dorfstraße 20 52° 27′ 58″ N, 9° 49′ 33″ O          | Speicher                 | | 31143477 |      |
| Dorfstraße 24 52° 27′ 55″ N, 9° 49′ 34″ O          | Scheune                  | | 31143511 |      |
| Dorfstraße 24 52° 27′ 56″ N, 9° 49′ 33″ O          | Wohn-/Wirtschaftsgebäude | | 31143494 |      |
| Dorfstraße 28 52° 27′ 52″ N, 9° 49′ 31″ O          | Wohn-/Wirtschaftsgebäude | | 31143545 |      |
| Dorfstraße 30B 52° 27′ 51″ N, 9° 49′ 29″ O         | Altenteil                | | 31143562 |      |
| Dorfstraße 30B 52° 27′ 51″ N, 9° 49′ 30″ O         | Scheune                  | | 31143580 |      |
| Dorfstraße 37 52° 27′ 46″ N, 9° 49′ 23″ O          | Wohnhaus                 | | 31143597 |      |
| Dorfstraße 38 52° 27′ 49″ N, 9° 49′ 23″ O          | Wohn-/Wirtschaftsgebäude | | 31143614 |      |
| Dorfstraße 46A 52° 27′ 46″ N, 9° 49′ 15″ O         | Scheune                  | | 31143631 |      |
| Dorfstraße 52 52° 27′ 45″ N, 9° 49′ 9″ O           | Speicher                 | | 31143667 |      |
| Dorfstraße 62A 52° 27′ 42″ N, 9° 49′ 6″ O          | Speicher                 | | 31143701 |      |
| Dorfstraße 65 52° 27′ 38″ N, 9° 49′ 3″ O           | Wohnhaus                 | | 31143718 |      |
| Dorfstraße 68 52° 27′ 39″ N, 9° 49′ 1″ O           | Wohn-/Wirtschaftsgebäude | | 31143773 |      |
| Dorfstraße 74 52° 27′ 39″ N, 9° 48′ 55″ O          | Wohn-/Wirtschaftsgebäude | | 31143843 |      |
| Dorfstraße 74 52° 27′ 39″ N, 9° 48′ 54″ O          | Wohn-/Wirtschaftsgebäude | | 31143860 | BW   |
| Dorfstraße 80 52° 27′ 37″ N, 9° 48′ 51″ O          | Scheune                  | | 31143928 |      |
| Dorfstraße 80G 52° 27′ 39″ N, 9° 48′ 50″ O         | Backhaus                 | | 31143911 | BW   |
| Dorfstraße 88 52° 27′ 34″ N, 9° 48′ 43″ O          | Wohn-/Wirtschaftsgebäude | | 31143962 | BW   |
| Dorfstraße 88 52° 27′ 36″ N, 9° 48′ 43″ O          | Backhaus                 | | 31143979 | BW   |
| Dorfstraße 89 52° 27′ 31″ N, 9° 48′ 43″ O          | Wohn-/Wirtschaftsgebäude | | 31144013 | BW   |
| Hagenstraße 8 52° 27′ 37″ N, 9° 48′ 41″ O          | Wohn-/Wirtschaftsgebäude | Der 1752 errichtete Vierständerbau war eines der ältesten Fachwerkgebäude in Gehrden. Das Gebäude wurde nach Hagenstraße 8, Isernhagen K.B. transloziert. | 31145925 |      |
| Am Ortfelde 13 52° 27′ 16″ N, 9° 47′ 26″ O         | Wohn-/Wirtschaftsgebäude | | 31144357 |      |
| Am Ortfelde 21 52° 27′ 16″ N, 9° 47′ 29″ O         | Wohnhaus                 | | 31144374 |      |
| Am Ortfelde 28 52° 27′ 14″ N, 9° 47′ 38″ O         | Wohnhaus                 | | 31144391 |      |
| Am Ortfelde 38 52° 27′ 16″ N, 9° 47′ 46″ O         | Backhaus                 | | 31144408 | BW   |
| Am Ortfelde 53 52° 27′ 19″ N, 9° 47′ 52″ O         | Wohn-/Wirtschaftsgebäude | | 31144603 |      |
| Am Ortfelde 70 52° 27′ 21″ N, 9° 48′ 4″ O          | Wohnhaus                 | | 31144660 |      |
| Am Ortfelde 74B 52° 27′ 20″ N, 9° 48′ 10″ O        | Speicher                 | | 31144677 |      |
| Am Ortfelde 84 52° 27′ 20″ N, 9° 48′ 17″ O         | Altenteil                | | 31144694 | BW   |
| Am Ortfelde 98 52° 27′ 25″ N, 9° 48′ 24″ O         | Wohn-/Wirtschaftsgebäude | | 31144891 | BW   |
| Nogatweg 14 52° 27′ 33″ N, 9° 48′ 16″ O            | Einfamilienhaus          | Das Wohnhaus „Bei den Eichen“ wurde durch den Architekten Jürgen-Dietrich Besch, Berlin, Ende der 1970er Jahre / Anfang der 1980er entworfen. Es sticht deutlich aus der beliebigen Architektur der Endsiebziger und Achtziger Jahre hervor und wurde daher im Jahr 2020 in die Liste der Baudenkmäler aufgenommen. Die Grundlage des Objektes ergibt sich aus dem Lehrstuhl Hans Scharoun und ist der organischen Architektur zuzuordnen. | 49223137 | BW   |

## Kirchhorst

### Gruppe: Hofanlagen Harmshof / Moorstraße 6
Die Gruppe „Hofanlagen Harmshof / Moorstraße 6“ hat die ID 31076963.

| Lage                                     | Bezeichnung              | Beschreibung           | ID       | Bild |
| ---------------------------------------- | ------------------------ | ---------------------- | -------- | ---- |
| Harmshof 1 52° 26′ 38″ N, 9° 54′ 42″ O   | Scheune                  | Längsdurchfahrtscheune | 31144140 |      |
| Harmshof 2 52° 26′ 38″ N, 9° 54′ 41″ O   | Töpferei                 |                        | 31144238 |      |
| Harmshof 4 52° 26′ 37″ N, 9° 54′ 40″ O   | Wohn-/Wirtschaftsgebäude |                        | 31144160 |      |
| Harmshof 5 52° 26′ 35″ N, 9° 54′ 39″ O   | Backhaus                 |                        | 31144180 |      |
| Harmshof 7 52° 26′ 34″ N, 9° 54′ 39″ O   | Scheune                  | Längsdurchfahrtscheune | 31144200 |      |
| Harmshof 8 52° 26′ 36″ N, 9° 54′ 38″ O   | Speicher                 |                        | 31144218 |      |
| Moorstraße 6 52° 26′ 35″ N, 9° 54′ 42″ O | Wohn-/Wirtschaftsgebäude |                        | 31144258 |      |
| Moorstraße 6 52° 26′ 37″ N, 9° 54′ 44″ O | Scheune                  |                        | 31145283 |      |

### Gruppe: Kirchviertel Kirchhorst
Die Gruppe „Kirchviertel Kirchhorst“ hat die ID 31076974.

| Lage                                             | Bezeichnung        | Beschreibung | ID       | Bild           |
| ------------------------------------------------ | ------------------ | --- | -------- | -------------- |
| Schulweg 3 52° 26′ 44″ N, 9° 53′ 58″ O           | Schule             | | 31144317 |                |
| Steller Straße 15–17 52° 26′ 42″ N, 9° 53′ 57″ O | Kirche St. Nikolai | Der Ursprung der Kirche ist unbekannt, wahrscheinlich wurde sie zu Beginn des 13. Jahrhunderts erbaut. Im Inneren befindet sich ein dreigeschossiges Altarretabel aus dem Jahr 1678, die Schnitzereien sind von Daniel Bartels. Der barocke Taufengel ist von 1679. | 31144336 | Weitere Bilder |
| Steller Straße 15–17 52° 26′ 42″ N, 9° 53′ 57″ O | Kirchhof           | | 31145338 |                |
| Steller Straße 15 52° 26′ 42″ N, 9° 53′ 54″ O    | Pfarrhaus          | In dem Pfarrhaus Steller Straße 15 wohnte und arbeitete Ernst Jünger von 1939 bis 1950. | 31145318 | Weitere Bilder |
| Schulweg 1 52° 26′ 43″ N, 9° 53′ 59″ O           | Gefallenendenkmal  | Das Kriegerdenkmal steht auf einem flachen Sockel. Es ist ein Pylon aus Bruchstein. Errichtet wurde das Denkmal im Jahre 1920, um an die Gefallenen des Ersten Weltkrieges zu denken.                                                                               | 31144297 |                |

### Einzelbaudenkmale
| Lage                                     | Bezeichnung | Beschreibung           | ID       | Bild |
| ---------------------------------------- | ----------- | ---------------------- | -------- | ---- |
| Großhorst 2d 52° 26′ 33″ N, 9° 53′ 27″ O | Speicher    |                        | 31145212 | BW   |
| Großhorst 7a 52° 26′ 34″ N, 9° 53′ 26″ O | Scheune     |                        | 31145195 | BW   |
| Großhorst 22 52° 26′ 29″ N, 9° 53′ 11″ O | Scheune     | Längsdurchfahrtscheune | 31145229 |      |

## Neuwarmbüchen

### Gruppe: Hofanlage Hinter den Höfen / Schmiededamm
Die Gruppe „Hofanlage Hinter den Höfen / Schmiededamm“ hat die ID 31077016.

| Lage                                            | Bezeichnung              | Beschreibung | ID       | Bild |
| ----------------------------------------------- | ------------------------ | ------------ | -------- | ---- |
| Hinter den Höfen 14 52° 27′ 50″ N, 9° 53′ 25″ O | Wohn-/Wirtschaftsgebäude |              | 31145580 |      |
| Schmiededamm 2 52° 27′ 50″ N, 9° 53′ 24″ O      | Schiede                  |              | 31145598 | BW   |

### Gruppe: Ehemalige Ziegelei Lohne
Die Gruppe „Ehemalige Ziegelei Lohne“ hat die ID 31077006.

| Lage                                       | Bezeichnung        | Beschreibung | ID       | Bild |
| ------------------------------------------ | ------------------ | ------------ | -------- | ---- |
| Ziegeleiweg 24a 52° 27′ 36″ N, 9° 53′ 5″ O | Wohnhaus           |              | 31145689 |      |
| Ziegeleiweg 52° 27′ 35″ N, 9° 53′ 7″ O     | Trockenhaus        |              | 31145725 | BW   |
| Ziegeleiweg 24b 52° 27′ 36″ N, 9° 53′ 2″ O | Wirtschaftsgebäude |              | 31145707 | BW   |

### Gruppe: Gut Lohne
Die Gruppe „Gut Lohne“ hat die ID 31076985.

| Lage                                        | Bezeichnung      | Beschreibung              | ID       | Bild |
| ------------------------------------------- | ---------------- | ------------------------- | -------- | ---- |
| Gut Lohne 10 52° 27′ 34″ N, 9° 52′ 41″ O    | Doppelhaushälfte |                           | 31146123 | BW   |
| Gut Lohne 12 52° 27′ 33″ N, 9° 52′ 41″ O    | Doppelhaushälfte |                           | 31146145 | BW   |
| Gut Lohne 14 52° 27′ 32″ N, 9° 52′ 41″ O    | Doppelhaushälfte |                           | 31146015 | BW   |
| Gut Lohne 16 52° 27′ 32″ N, 9° 52′ 42″ O    | Doppelhaushälfte |                           | 31146037 | BW   |
| Gut Lohne 18 52° 27′ 32″ N, 9° 52′ 42″ O    | Wohnhaus         |                           | 31146059 | BW   |
| Gut Lohne 24 52° 27′ 26″ N, 9° 52′ 42″ O    | Wohnhaus         | Gut Lohne - Verwalterhaus | 31145520 | BW   |
| Gut Lohne 52° 27′ 27″ N, 9° 52′ 45″ O       | Stall            | Gut Lohne - Kuhstall      | 31144567 | BW   |
| Auf dem Kley 60 52° 27′ 23″ N, 9° 52′ 42″ O | Villa            |                           | 31145496 | BW   |
| Gut Lohne 52° 27′ 24″ N, 9° 52′ 48″ O       | Stall            | Gut Lohne - Pferdestall   | 31145562 | BW   |

### Einzelbaudenkmale
| Lage                                         | Bezeichnung  | Beschreibung | ID       | Bild |
| -------------------------------------------- | ------------ | --- | -------- | ---- |
| Farster Straße 1 52° 27′ 55″ N, 9° 53′ 32″ O | Schule       | | 31145428 |      |
| Farster Straße 4 52° 27′ 56″ N, 9° 53′ 32″ O | Altenteil    | | 31145445 |      |
| Höfestraße 12A 52° 27′ 50″ N, 9° 53′ 34″ O   | Altenteil    | | 31145479 |      |
| Höfestraße 12 52° 27′ 49″ N, 9° 53′ 34″ O    | Stallscheune | | 31145462 | BW   |
| Gut Lohne 52° 27′ 45″ N, 9° 52′ 31″ O        | Mausoleum    | Das Mausoleum wurde im Sommer 1900 im Wald des Guts Lohne am Alten Postweg von dem hannoverschen Architekten Albrecht Haupt mit Jugendstil-Ornamentik erbaut. | 31145540 |      |

## Ehemalige Baudenkmale
| Lage                                                          | Bezeichnung  | Beschreibung | ID | Bild                                                                                          |
| ------------------------------------------------------------- | ------------ | ------------ | -- | --------------------------------------------------------------------------------------------- |
| Hannoversche Straße 38 52° 26′ 5″ N, 9° 51′ 52″ O             | Wohnhaus     |              |    |                                                                                               |
| Isernhagen Burgwedeler Straße 143 52° 28′ 37″ N, 9° 47′ 50″ O | Wirtshaus    |              |    |                                                                                               |
| Isernhagen Dorfstraße 3 52° 28′ 1″ N, 9° 49′ 57″ O            | Wohnhaus     |              |    | [[Vorlage:Bilderwunsch/code!/C:52.46698,9.83237!/D:Isernhagen Dorfstraße 3, Wohnhaus!/\|BW]]  |
| Isernhagen Dorfstraße 4 52° 28′ 3″ N, 9° 49′ 50″ O            | Rundbogentor |              |    |                                                                                               |
| Isernhagen Am Ortfelde 62 52° 27′ 19″ N, 9° 47′ 57″ O         | Wohnhaus     |              |    | [[Vorlage:Bilderwunsch/code!/C:52.45527,9.7992!/D:Isernhagen Am Ortfelde 62, Wohnhaus!/\|BW]] |